# ادوین بیتاگس
ادوین بیتاگس (لتونیایی: Edvīns Bietags; ۲۸ فوریهٔ ۱۹۰۸ – ۲۹ سپتامبر ۱۹۸۳) کشتی‌گیر اهل لتونی بود.